# 何塞·德·拉马尔
何塞·德·拉马尔（西班牙語：José de La Mar，1778年5月12日—1830年10月11日）, 南美军事领袖，秘魯總統。
生于厄瓜多尔库恩卡（Cuenca）。